# ファビアン・ベール
ファビアン・クリソロゴ・ベール（1920年1月20日 - 1998年11月21日）は、フィリピンの軍人。フェルディナンド・マルコス政権下でフィリピン軍の参謀総長を務めた。国家情報安全庁（NISA）や大統領警護隊（PSC）など、政権中枢の軍事・諜報機関を統括し、事実上の軍部最高権力者とされた。

## 経歴
イロコス・ノルテ州サラット出身。フィリピン大学に入学し、1941年に予備将校課程（UPヴァンガード）に参加したが、第二次世界大戦の勃発により中断。戦後はマニラ大学で法学士、ルイビル大学で警察行政学の学位を取得。米国ハワイやロサンゼルス警察でも訓練を受けた。
フェルディナンド・マルコスと親密な関係を築き、1960年代には上院議長時代のマルコスの軍事顧問を務めた。1972年に戒厳令（マルシャル・ロー）が敷かれると、秘密警察組織NISAの長官や大統領警護隊司令官に就任。1976年には定年を超えて軍務を継続し、1981年にフィリピン軍参謀総長に任命された。
この間、マルコス政権を支える中心人物とされ、「ロレックス12」の一人として知られた。また、イロカノ人脈やROTC出身者を重用し、軍内にえこひいきや不満を招いた。これが後に「RAM」結成の一因ともなった。
1983年のベニグノ・アキノ暗殺事件では、アグラバ委員会が軍・NISAの関与を認定し、ベール本人も関与が疑われたが、1985年にサンディガンバヤンによって無罪判決を受けた。

## 晩年
1986年のエドゥサ革命では、マルコスに対し武力鎮圧の許可を求めたが拒否され、そのまま政権崩壊。マルコスらと共にハワイへ亡命した。後にオーストリア・ドイツを経て国外で暮らし、1998年、タイ・バンコクで肺の合併症により死去。